# Amphipsyche exsiliens
Amphipsyche exsiliens är en nattsländeart som beskrevs av Barnard 1984. Amphipsyche exsiliens ingår i släktet Amphipsyche och familjen ryssjenattsländor. Inga underarter finns listade i Catalogue of Life.